# دس فراست
دس فراست (انگلیسی: Des Frost; ۳ اوت ۱۹۲۶ – ۳ ژوئن ۱۹۹۳) بازیکن فوتبال بود.
از باشگاه‌هایی که در آن بازی کرده‌است می‌توان به باشگاه فوتبال کرو آلکساندرا اشاره کرد.